# Jan Siewert
Pour les articles homonymes, voir Siewert.
Jan Siewert, né le 23 août 1982 à Mayen, est un footballeur allemand devenu entraîneur.

## Biographie

### Joueur
Durant sa carrière, Jan Siewert joue pour les clubs allemands de TuS Mayen (en), SG Bad Breisig (en) et TuS Montabaur (de) de 2001 à 2009 ; il prend sa retraite à 27 ans.

### Entraîneur
Il débute sa reconversion, en entrainant les équipes d'Allemagne - 18 ans et des moins de 17 ans.
En 2015, il devient entraîneur de Rot-Weiss Essen dans le Championnat d'Allemagne D4 ; à l'issue de la saison, son équipe termine 12e place. Il rejoint ensuite le VfL Bochum en tant qu'adjoint, puis entraîne l'équipe des moins de 19 ans, avant de prendre la tête du Borussia Dortmund II (en).
En janvier 2019, il est nommé entraîneur du club anglais de Huddersfield Town qui évolue en Premier League,.
Le 16 août 2019, il a été libéré à Huddersfield.